# Juraj Ďurdiak
Juraj Ďurdiak (* 27. April 1952 in Bratislava, Tschechoslowakei) ist ein slowakischer Schauspieler.

## Leben
Ďurdiak studierte an der Schauspielschule der Akademie der musischen Künste in Bratislava (1974) und Operngesang an der Musikhochschule in Bratislava. Von 1974 bis 1976 arbeitete er als Schauspieler und Sänger am Theater für Kinder und Jugendliche (jetzt Ján-Palárik-Theater) in Trnava. 1983 wurde er Mitglied des Poetischen Ensembles am Theater Nová scéna (Neue Szene) in Bratislava. Seit 1987 agierte er an der Kammeroper bei der Slowakischen Philharmonie und seit 1989 war er ständiger Gast in der Kammeroper des Slowakischen Nationaltheaters. Immer wieder arbeitete er in Operetten und Musicals im Theater Nová scéna und im Ján-Palárik-Theater in Trnava.
Im Laufe seiner 1972 begonnenen Karriere bei Film und Fernsehen spielte er in slowakischen, tschechischen, ungarischen und deutschen Filmproduktionen. Beginnend mit dem Fernsehfilm Die Julia von nebenan aus dem Jahr 1977 arbeitete er häufiger in Ostdeutschland. Einige Bekanntheit im deutschsprachigen Raum brachten ihm Hauptrollen in zwei DEFA-Märchenfilmen: in Václav Vorlíčeks Prinz und Abendstern (1979) war er als Prinz Velen der Filmpartner von Libuše Šafránková, in Der Spiegel des großen Magus (1980) verkörperte er den Hirten Magus. Seit Anfang der 2010er-Jahre steht er vermehrt für slowakische Fernsehproduktionen vor der Kamera.
Seit November 2002 ist er künstlerischer Leiter des Theaters Nová scéna und seit April 2006 ist er Direktor des Bratislavaer Theaters L + S.

## Filmografie (Auswahl)
- 1972: Ziarlivost (Fernsehfilm)
- 1975: Die Wartenden (Várakozók)
- 1976: Tetované časom
- 1976: Klavier in der Luft (Zongora a levegöben)
- 1977: Die Julia von nebenan (Fernsehfilm)
- 1977: Sternenauge (A csillagszemü)
- 1978: Čistá řeka
- 1978: Ľudská láska (Fernsehfilm)
- 1978: Prinz und Abendstern (Princ a Večernice)
- 1979: Kam nikdo nesmí
- 1980: Anamnese (Fernsehfilm)
- 1981: Der Spiegel des großen Magus
- 1981: Smrť šitá na mieru
- 1981: Súdim ťa láskou
- 1983: Martin Luther (Fernseh-Mehrteiler, 3. Teil)
- 1983: Die Schöne und das Tier (Fernsehfilm)
- 1987: Úsmev diabla
- 1987: Niekto ako ja (Fernsehfilm)
- 1989: Roky prelomu (Fernseh-Miniserie, 3 Folgen)
- 1994: Polizeiruf 110: Arme Schweine (Fernsehreihe)
- 2005: Román pro zeny
- 2013: Burlive Vino (Fernsehserie, 19 Folgen)
- 2016: Zázracný nos (Fernsehfilm)
- 2018: Hotel (Fernsehserie, 8 Folgen)
- 2023–2024: Iveta (Fernseh-Miniserie, 12 Folgen)